# Јован Живановић Ватреник
Јован Живановић (Брчко, 20. јун 1892 — Сребреница, 14. септембар 1914) био је један од првих национално-револуционарних представника босанскохерцеговачке омладине пре Првог светског рата и четник у Златиборском четничком одреду Косте Тодоровића

## Биографија
Родом је био из Брчког. Први светски рат затекао га је на студијама социологије у Швајцарској, где је друговао са Владимиром Гаћиновићем. По избијању Првог светског рата уписао се у редове четника-добровољаца. Заједно са командантом Златиборског четничког одреда мајором Костом Тодоровићем је заробљен, након чега је жив спаљен у околини Сребренице на Карачића брду.